# Couselo
Couselo (oficialmente San Miguel de Couselo) es una parroquia española del municipio de Cuntis, perteneciente a la provincia de Pontevedra, en la comunidad autónoma de Galicia.

## Historia
Hacia mediados del siglo XIX, el lugar, por entonces referido como una feligresía, tenía contabilizada una población de 408 habitantes. Aparece descrito en el séptimo volumen del Diccionario geográfico-estadístico-histórico de España y sus posesiones de Ultramar de Pascual Madoz con las siguientes palabras:

COUSELO (San Migel de): felig. en la prov. de Pontevedra (4 1/2 leg.), part. jud. de Caldas de Reyes (1 1/2), dióc. de Santiago (5), ayunt. de Baños de Cuntis (1/2); sit. en el declive oriental del monte Jesteiras; combatida principalmente por los aires del N. y S.; el clima es templado, y las enfermedades comunes fiebres, catarros y pulmonias. Comprende los l. de Casiña, Constenla, Couselo, Mourigade y Pazo, que reunen 52 casas. La igl. parr. dedicada á San Miguel, es reducida y de mala fáb.; sirve el culto un cura de provision ordinaria en concurso: en el átrio de la igl. se halla el cementerio. Confina el térm. N. felig. de Portela; E. la de Arcos; S. la de Piñeiro, y O. las de Valga y Frades. El terreno participa de monte y llano, es de mediana calidad y falto de riego; le cruza únicamente un riach. que tiene su origen en la cumbre del monte Jesteiras, y baja por el centro de la felig.; dicho monte es bastante elevado y estenso, hallándose poblado solamente de tojo con muchos peñascos y canteras de piedra: tambien hay algunos prados naturales pertenecientes á particulares, en los que se cria alfalfa, trebol y otras gramineas. Los caminos dirigen á Santiago, Padron, Baños de Cuntis, y á otros puntos, y se encuentran en mal estado. El correo se recibe de Caldas tres veces á la semana, los procedentes de Pontevedra, y otras tantas los que vienen de Santiago. prod.: trigo, centeno, mijo menudo, maiz y patatas; mantiene ganado vacuno, caballar, lanar y cabrio; hay caza de liebres, conejos y perdices, y alguna pesca de truchas. ind.: ademas de la agrícola existen 3 molinos harineros, dedicándose tambien los vec. al oficio de canteros. pobl.: 52 vec., 408 almas. contr.: con su ayunt. (V.)
(Madoz, 1847, p. 156)

En 2022, tenía empadronados 153 habitantes.

## Patrimonio
Hay en la parroquia una iglesia de San Miguel.